# Жирославиці
Жирославиці (пол. Żyrosławice) — село в Польщі, у гміні Ґневково Іновроцлавського повіту Куявсько-Поморського воєводства.
Населення — 98 осіб (2011).
У 1975-1998 роках село належало до Бидгощського воєводства.

## Демографія
Демографічна структура станом на 31 березня 2011 року:
|          | Загалом | Допрацездатний вік | Працездатний вік | Постпрацездатний вік |
| -------- | ------- | ------------------ | ---------------- | -------------------- |
| Чоловіки | 53      | 16                 | 34               | 3                    |
| Жінки    | 45      | 6                  | 27               | 12                   |
| Разом    | 98      | 22                 | 61               | 15                   |